# 芳特內萊鄉 (康斯坦察縣)
44°37′0″N 28°35′0″E / 44.61667°N 28.58333°E
芳特內萊鄉（羅馬尼亞語：Comuna Fântânele, Constanța），是羅馬尼亞的鄉份，位於該國西南部，由康斯坦察縣負責管轄，面積42平方公里，海拔高度111米，2007年人口1,696，人口密度每平方公里40人。